# Praga S5T
Der Praga S5T war ein zweiachsiger, mittelschwerer Lkw in Kurzhaubenbauweise, der von 1956 bis 1972 in der Tschechoslowakei bei Avia hergestellt wurde. Der Motor war zunächst der luftgekühlter OHV-Reihensechszylinder des Tatra 111 mit 7412 cm³ Hubraum. Er leistete 70 kW bei 2100 min−1. Der Praga S5T war im Unterschied zum Typ V3S weniger auf Geländegängigkeit, sondern eher als Schnelllastwagen ausgelegt. Seine Höchstgeschwindigkeit betrug 72 km/h, die Steigfähigkeit 15 %. Der Kraftstoffverbrauch im Betrieb fiel mit etwa 20 l/100 km erheblich verhaltener aus als beim V3S. Später wurde ein Motor mit einem Hubraum von 8100 cm³ eingesetzt. 